# Michael Ahern (Politiker)
Michael Ahern (irisch Mícheál Ó hEachthairn, * 20. Januar 1949 in Dungourney, County Cork) ist ein irischer Politiker (Fianna Fáil) und gehörte von 1982 bis 2011 dem Dáil Éireann, dem Unterhaus des irischen Parlaments, an.
Ahern wurde Januar 1949 als Sohn des späteren Senators und Abgeordneten Liam Ahern geboren. Sein Großonkel war der irische Politiker John Dinneen. Er besuchte das Rockwell College in Cashel, County Tipperary, sowie das University College Dublin, wo er später einen Bachelor of Arts in Ökonomie, Politik und Psychologie erhielt. Danach studierte er in Kimmage Manor, Dublin Theologie. Von 1970 bis 1972 arbeitete er als Sekundarschullehrer und wurde im Anschluss von 1973 bis 1977 Accountancy Student bei Coopers/Lybrand in Cork tätig. Im Jahr 1977 wurde er Financial Controller in Bauausführungsfirma in Cork. Im Jahr 1981 wechselte Ahern den Beruf und wurde Principal of Registered Audit and Accountancy Practice was er bis 2000 blieb. 
Seine politische Karriere begann 1982 als Ahern erstmals für die Fianna Fáil im Wahlkreis Cork East in den Dáil Éireann gewählt wurde. Insgesamt wurde er siebenmal wiedergewählt und war während seiner Zeit als Abgeordneter dreimal Staatsminister, während des 26., 29. und 30. Dáil. Bei den Wahlen zum 31. Dáil Éireann konnte Ahern seinen Sitz nicht verteidigen und verlor ihn an Sandra McLellan von der Sinn Féin.
Ahern ist verheiratet und hat drei Töchter.